# ゆうWAVE
ゆうWAVE（ゆうウェーブ）は、2012年4月2日から2017年3月30日まで新潟放送（BSNラジオ）で平日夕方に放送されていたラジオ番組である。放送時間は毎週月曜 - 木曜 15:00 - 17:30。

## 概要
2012年4月2日より、『ゴゴラク!』と『New・sな時間』の2番組が統合してスタート。番組内コーナーは、『ゴゴラク!』と『New・sな時間』を一部を除いて引継ぐ。
70年代、80年代の「みんなが知っている懐かしい曲」をセレクト。
2013年2月25日の放送内で、4月から放送を本社ラジオ第2スタジオから、同年4月12日に開業する新潟日報メディアシップ1Fに開設のラジオスタジオから公開生放送の形で放送することが発表された。
2017年3月30日をもって、5年間の放送に終止符を打つ。後継番組は『ゆうなびラジオ』。

## レギュラー出演者
パーソナリティ
- 石塚かおり - 『ゴゴラク!』から引続き担当。2017年4月以降も『ゆうなびラジオ』の木曜担当として残る。
- 田巻直子 - 『近藤丈靖の独占!ごきげんアワー』の木曜担当から異動

## 主なタイムテーブル

### 現在
15時台
- 15:00 - オープニング
- 15:10 - 朱鷺ときどき楽園の佐渡
  - ゴゴラク!から引継ぎ。
- 15:15 -
  - スポーツ解説（月）
  - ミュージック ライフ（火）
  - トレンドウェーブ（水）
  - 解決レシピ! 1・2・3（木）
- 15:30 - スナッピー中継（火 - 木）
  - ゴゴラク!から引継ぎ。
- 15:40 -
  - 高橋なんぐと外国人の楽しいトーク!（月）
  - もっと!カラダのこと話し隊（第2・第4月曜）
  - りゅーとぴあインフォメーション（火）
  - こころをつなぐホットライン（水）
  - 占いタイム ビーナススマイル（第2・第4木曜）
  - イエストミニ（金）
- 15:41 - ゴルフ場インフォメーション（金）
- 15:55 - 新潟日報ニュース

16時台
- 16:00 - あなたにハッピー・メロディ（ニッポン放送制作、2016年10月3日 - ）
- 16:07 - 天気予報
- 16:10 - ラジオショッピング
- 16:20 - 
  - BOOKな時間（月）
  - アーチストストーリー（火）
  - 野上米穀のおいしいお米をありがとう（第2・第4水曜）
  - ながおか情報ステーション（金）
- 16:24 - つり情報（金）
- 16:30 - 
  - DJかおり ゆうミックス（月）
  - アサヒビール夜を訪ねて3000軒（火）
    - 以前は水曜の放送だった。

  - ラジオショッピング（水）
  - おしえてキョーサイ!佐久間さん（木）
  - SAKE DINNER 聞酒（金）
- 16:40 -
  - 北陸新幹線で行く!いい旅ラジオ旅（月・水・木。火曜は16:50から）
  - 和田朋子の着物美人倍増計画（火）
- 16:50 - 聞いて！なっとく不動産塾（木）

17時台
- 17:01 - ニュースパレード
文化放送制作版ではなく自社制作コーナーとして放送、CMのみ同じものをネット受け=企画ネット番組と同義。
- 17:10 - 拝啓運転手の皆さん
- 17:14 - 日産モーター生CM（金）
- 17:15 - 天気予報
- 17:27 - エンディング

### 過去のコーナー
- ワールドユナイト（月・15:30）
- なるほどハイムさん（金・15:30）
  - ゴゴラク!から引継ぎ。
- 我が家のほっと&ふんわりストーリー（水・15:41）
- ほくほく線で一直線（金・15:30）
- 週末献血情報（金・16:23）
- Nスタイル通信（月・16:30）
- どうですか歌謡曲（月 - 金・16:00、ニッポン放送制作）